# Amanda Gutierres
Amanda Gutierres dos Santos (Santa Cruz de Monte Castelo, 18 marzo 2001) è una calciatrice brasiliana, attaccante del Palmeiras.

## Carriera

### Club
Gutierres nasce e cresce con i genitori a Santa Cruz de Monte Castelo, nel Paraná, dove fin da giovanissima dimostra interesse per il calcio iniziando a giocare, come la stragrande maggioranza delle ragazzine, con i maschi. Per coltivare la sua passione a soli 15 anni, nel 2016, si trasferisce nello stato di San Paolo.
Dopo aver iniziato al Clube Escola Vila Guarani si trasferisce all'União Suzano dove, giocando a livello giovanile, si mette in luce classificandosi al vertice della classifica marcatrici del Campeonato Paulista de Futebol Feminino under 17 attirando l'interesse degli osservatori del Santos che nel 2018 la mettono sotto contratto ma girandola in prestito all'Embu das Artes che la inserisce nella rosa della prima squadra.
In estate il club la gira nuovamente in prestito al Foz Cataratas, con il quale fa il suo debutto nel Campeonato Brasileiro Série A1 Feminino il 26 giugno 2018, all'8ª giornata di campionato, nel pareggio esterno a reti inviolate con il Vitória das Tabocas.
Dopo il breve periodo con il club di Foz do Iguaçu, per lei 3 presenze in Série A1 tra giugno e luglio, Gutierres rientra in organico al Santos. Aggregata inizialmente alla squadra under 18, viene inserita in rosa con la prima squadra nell'anno successivo, andando a rete per la prima volta con la nuova maglia in Série A1 il 27 marzo 2019, alla 3ª giornata di campionato, siglando al 61' la quarta rete nella netta vittoria casalinga per 8-0 sul São Francisco. Il 20 dicembre 2021 Gutierres decide di non rinnovare il contratto con il club lasciando il Santos con un tabellino di 34 presenze, con 5 reti, in campionato e in bacheca la Coppa paulista di categoria conquistata nel 2020.
L'anno successivo viene annunciato il suo arrivo al Bordeaux, con la firma dell'attaccante di un contratto biennale che la lega al club francese fino a giugno 2024 raggiungendo la connazionale Tainara entrambe alla prima esperienza all'estero. A disposizione del tecnico Patrice Lair dalla seconda parte della stagione, Gutierres fa il suo debutto in Division 1 Féminine alla 13ª giornata di campionato, rilevando Mélissa Gomes al 78' della vittoria interna per 3-1 sullo Stade Reims. A fronte di un impiego limitato, solo 3 presenze in D1, per la stagione successiva Lair le concede, pur se in turnover, maggiore spazio, impiegandola in 10 degli 11 incontri delleScapulaire, tuttavia la brasiliana chiede la rescissione del contratto nel dicembre 2022, durante la sessione invernale di calciomercato, lasciando il club francese con un tabellino di 13 presenze complessive in D1 e nessun impiego in Coppa di Francia.
Tornata in patria firma un contratto con il Palmeiras con il quale ben presto si mette in luce diventando alla sua prima stagione con la maglia alviverde, grazie alle 26 reti siglate, la migliore marcatrice del club in una sola stagione, 13 delle quali in campionato attestandosi al vertice della classifica marcatrici 2023. Sempre nel 2023 è tra le artefici della conquista della finale della Coppa Libertadores 2023, segnando una doppietta nella semifinale vinta per 3-1 sulle colombiane dell'Atlético Nacional, condividendo poi con le compagne la delusione per la sconfitta di misura delle finale con il Corinthians.

### Nazionale
Gutierres viene selezionata dal responsabile tecnico della formazione under 17 brasiliana Luizão in vista della partecipazione al Mondiale di Uruguay 2018, dove il Brasile, inserito nel gruppo B, con una vittoria, un pareggio e una sconfitta viene eliminato già alla fase a gironi. In quell'occasione scende in campo in tutti i tre incontri giocati dalla sua nazionale, siglando anche una delle reti della vittoria per 4-1 sulle pari età del Sudafrica.
Per indossare nuovamente la maglia verdeoro della Seleção deve attendere il 2023, grazie alle sue prestazioni in campionato, tuttavia la chiamata del commissario tecnico Arthur Elias si limita agli stage e alle selezioni che definiranno, senza includerla, la lista delle calciatrici che rappresentano il Brasile al torneo di calcio femminile delle Olimpiadi di Parigi 2024.
Nell'ottobre 2024 viene convocata e contestualmente esordisce con la selezione maggiore in occasione della doppia amichevole contro la Colombia; il 28 novembre 2024, sempre in amichevole, questa volta contro l'Australia, va a segno per la prima volta con la nazionale adulta, realizzando una doppietta.

## Palmarès

### Club

#### Competizioni interstatali
- Coppa paulista femminile: 1

Santos: 2020

### Nazionale
- Coppa America: 1

2025

### Individuale
- Bola de Prata :1

2023
- Capocannoniere del campionato brasiliano: 1

2023 (13 reti)
- Capocannoniere della Coppa America: 1

2025 (6 reti, ex aequo con  Claudia Martínez)